# Motte Gefrees-Bühl

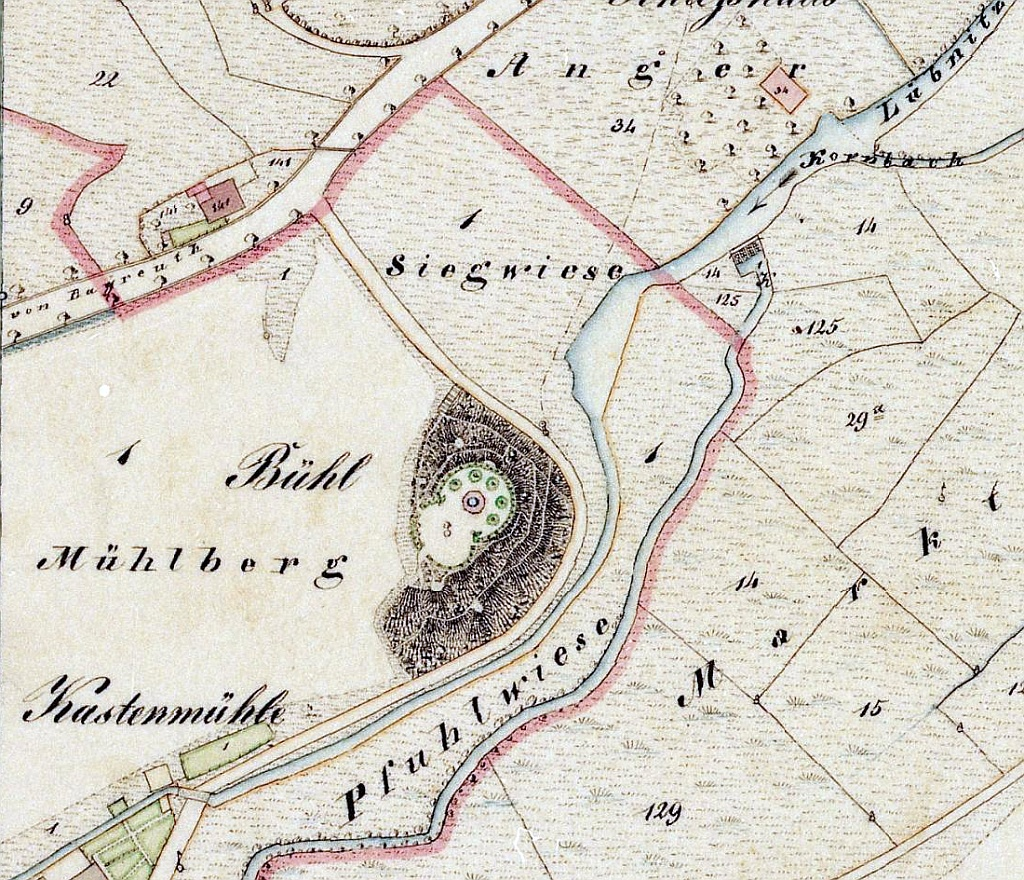
Der Bühl im Ortsblatt der Uraufnahme Bayerns

Der Burgstall Gefrees-Bühl ist der Rest einer abgegangen Höhenburg vom Typus einer Turmhügelburg (Motte) auf dem Mühlberg in Gefrees im Landkreis Bayreuth in Oberfranken.

## Geographische Lage
Der Burgstall befindet sich auf dem östlichen Vorsprung des Mühlberges in Gefrees, auf der Flur Bühl, 500 m ü. NN, etwa 550 Meter entfernt von der Ortsmitte der Stadt Gefrees. Eingegrenzt wird der Bergsporn vom Lauf des Lübnitzbaches.

### Siedlungsumfeld
Unmittelbar nördlich angrenzend, am Fuß des Mühlbergs, liegt die Ortswüstung Sichenhofen. Diese Siedlung wurde 1365 erstmals und 1534 letztmals urkundlich erwähnt. Der Burgstall liegt an der Gabelung der alten Handelsstraße Via Imperii und einer Altstraße nach Böhmen.

## Beschreibung
Auf der nach Nordosten, Osten und Südosten steil abfallenden Bergnase zeigt sich ein künstlicher ovaler Kernhügel mit einer Größe von etwa 20 mal 25 Metern. Durch das 1910 auf dem Grundstück gebaute Anwesen und seine Nutzung wurde die Anlage stark beeinträchtigt. Von einem möglichen Wall und Graben einer Abschnittsbefestigung in Richtung Westen und Nordwesten ist nichts mehr vorhanden. Auch die ursprüngliche Größe und Form des Kernhügels in dieser Richtung ist nicht mehr zu erfassen.

## Geschichte
Zu der Anlage fehlen urkundliche Belege.

## Nachweis
Das Bayerische Landesamt für Denkmalpflege hat die Motte als Bodendenkmal in der Bayerischen Denkmalliste unter der Nummer D-4-5936-0005 „Mittelalterlicher Turmhügel“ registriert.